# Чугуевское казачье войско

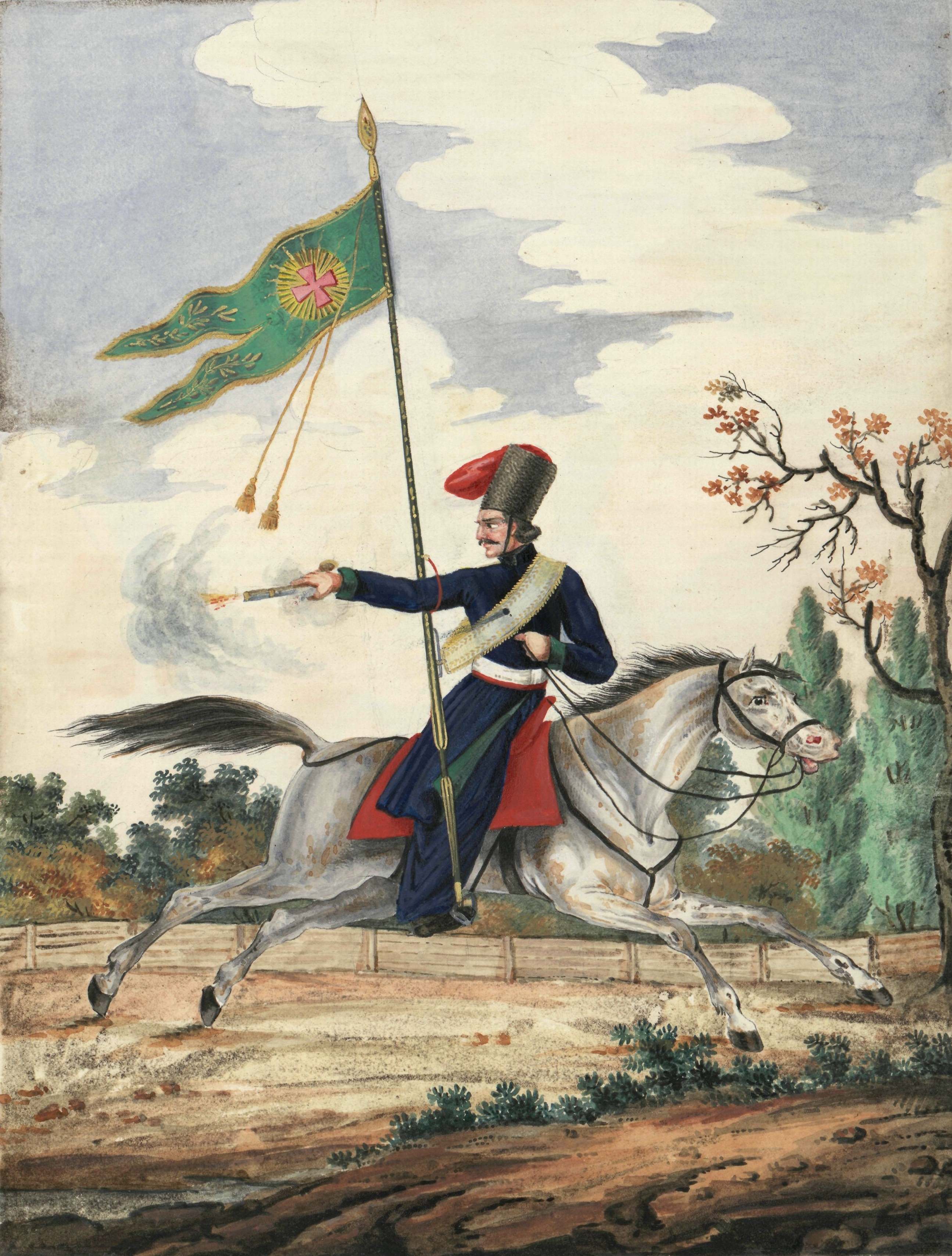
Знамёнщик чугуевских казаков, 1772 год, книга «Статистическое описание и история Чугуевскаго уланскаго полка», 1835 год.

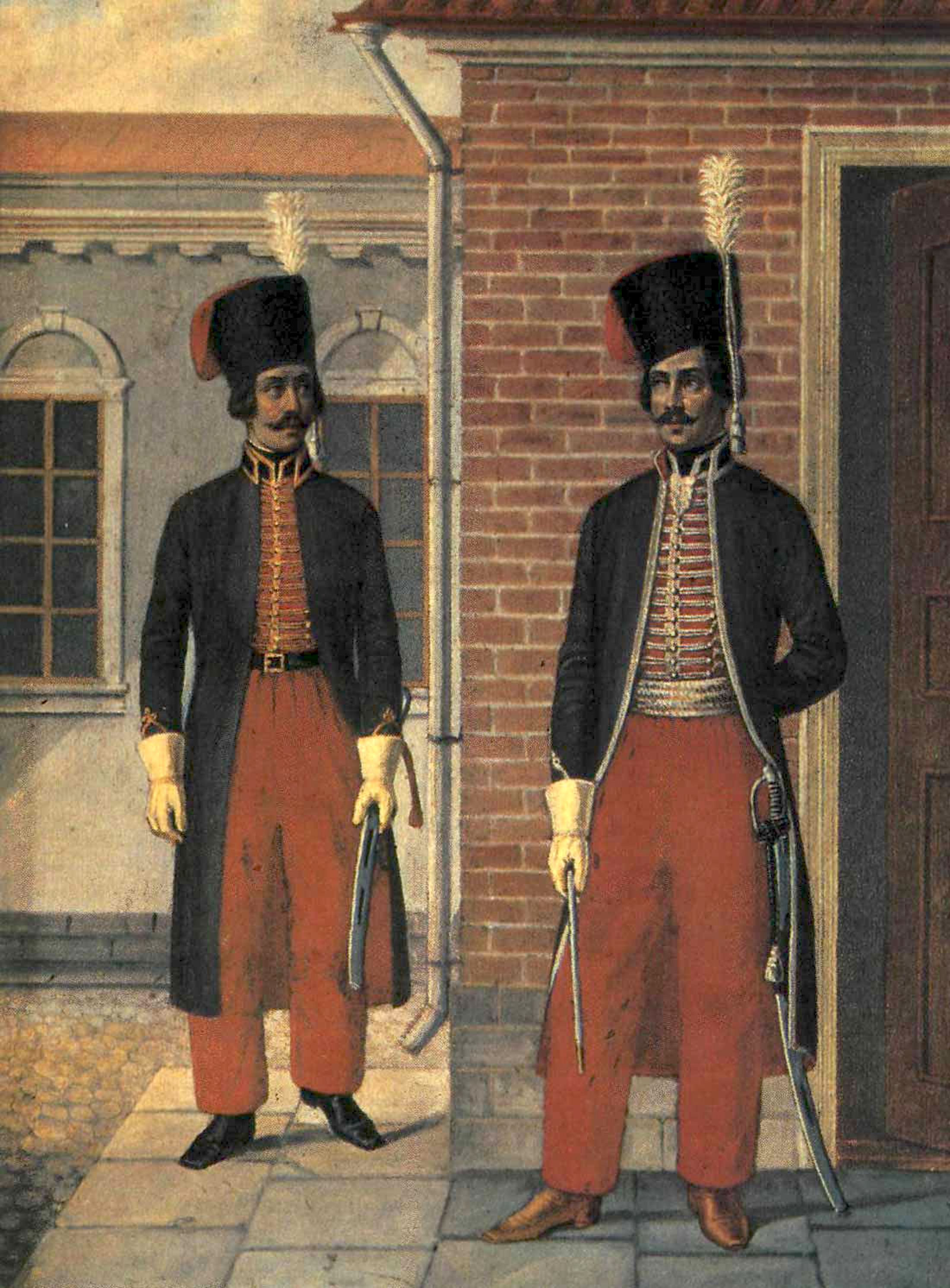
П. П. Ферлунд. Рядовой 1-го и офицер 2-го Чугуевских казачьих полков (в зимней форме). Раскрашенная литография середины XIX века.

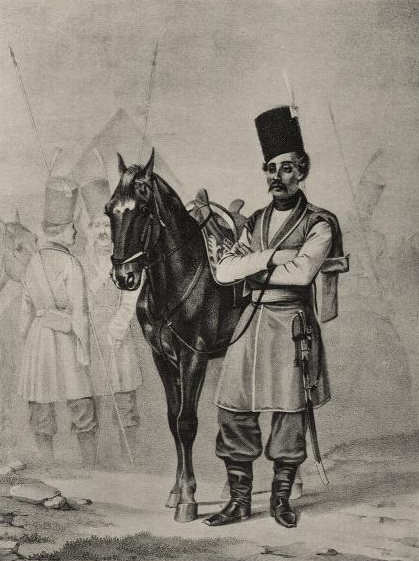
Рядовой Чугуевской Конвойной Казачьей Команды, с 1776 по 1790 г.

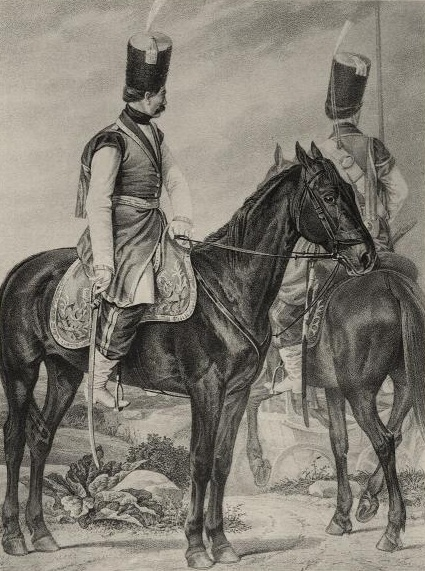
Офицер и Рядовой Чугуевской Конвойной Казачьей Команды.

Чугуевское казачье войско или чугуевские казаки — городовые казаки Русского войска.
Название чугуевских казаков произошло от места несения пограничной (украинной) службы острога (города) Чугуева, построенного черкасами Якова Острянина, в 1639 году. Согласно позднему «Экстракту о слободских полках» (1734 года), Чугуевский острог (деревянная крепость) построен по приказанию Русского царя Михаила Фёдоровича за один сезон — в 1638 году; согласно выражению XVII века, поселение, огородившись, таким образом стало городом

## История

### XVII век
Ещё во времена царствование Михаила Федоровича в верховьях Северского Донца стали селить городовых казаков для пограничной службы и выходцев (черкас) из Малороссии, которых польский гнёт и угрозы насильственного перевода из вольного казачьего состояния в приниженное холопство заставили искать свободных земель под поселение в Диких полях на окраинах Русского государства. С течением времени казачьи поселения вокруг Чугуева размножились и образовали целую общину или «войско», территория которого находилось на стыке современных Воронежской, Курской и Харьковской областей.
Из наиболее многолюдных казачьих слобод можно назвать Волчанск, Писаревку, Старый Салтов, Малиновку, Рубежное, Бабку, Хотомлю, Непокрытое, Мартовое, Аркадиеву Пустынь, Имен, Гатиш, Терновое, Новый Салтов и Полное. Во всех этих поселениях жило не менее 10 000 черкасов обоего пола. Однако, в состав созданных во второй половине XVIII века слободских казацких полков чугуевские казаки пахали землю, торговали, и присоединялись к донским и запорожским ватагам, совершавшим набеги на Перекоп, Крым и польские владения Руси.
В 1698 году чугуевские поселенцы были обращены в однодворцев.

### XVIII век
В период правления Петра I, 28 февраля 1700 года в Чугуевском уезде было образовано особое Чугуевское казачье войско, в состав которого для усиления основного казачьего населения были зачислены кочующие в местных степях калмыков и татар, принявшие православие, а также бывшие городовые казаки, ранее жившие в Курске, Орле, Обояни, Осколе, Белгороде, Путивле, Кромах и других окрестных городах-крепостях Белгородской черты. Казакам были отведены для поселения земли по верхнему течению Северского Донца и его притокам, а также усадебные места, покосы и прочее довольствие. Главное начальство над казаками было вручено чугуевскому воеводе, а по слободам казаки управлялись по своему обыкновению выборными головами или атаманами. Для несения военной службы чугуевские казаки выставляли особую команду, которая называлась «Чугуевская казачья команда» и состояла из 200—300 человек. Команда принимала участие в некоторых походах Петра Великого наравне с прочими казаками. В 1721 году чугуевские казаки были изъяты из ведения воевод и подчинены Военной коллегии.
В 1740 году чугуевским казакам пожаловано знамя. К 1747 году казачье население Чугуева и окрестностей настолько увеличилось, что имело возможность уже выставлять на службу свыше 500 казаков. Благодаря этому, правительство нашло нужным преобразовать команду в конный полк, который был наименован Чугуевским казачьим полком, и разделялся на пять рот, состоявших из казаков и калмыков, причём казаки составляли первые три роты, а калмыки — две остальные. Для этого нового полка был также утверждён герб и штат, внесший порядок и законность в полковое управление.
В феврале 1748 году команда чугуевских казаков в составе корпуса Репнина (23 пехотных полка, 4 драгунские роты и команды чугуевских казаков — 36 000 человек, 5 115 лошадей) выступила в поход в Нидерланды, на жалованье Англии и Голландии для оказания помощи в войне за австрийское наследство.
В 1752 году чугуевским казакам снова пожаловано знамя.
В 1756-58 году полк участвовал в Семилетней войне в Прибалтике и в Восточной Пруссии — в 1757 году в составе дивизии генерала Фермора, в передовом отряде полковника Зорича участвовал в сражении при деревне Гросс-Егерсдорф, в 1758 году — в занятии Кенигсберга и Мариенвердера; переправе через Неман и занятии Кюстрина.
В 1766 году полк был приписан к Севской дивизии. В 1768 году действовал против польских конфедератов, участвуя во всех полевых сражениях.
2 сентября 1769 года из чугуевских казаков, не вступивших в конный полк, были сформированы легкоконная команда в 369 казаков и полукоманда казаков Санкт-Петербургского легиона, который участвовал в войнах России с Турцией на Дунае и отличился своей храбростью. Казаки Легиона настолько обратили на себя внимание князя Григория Потемкина-Таврического своей удалью и стойкостью, что в виде награды из них в 1774 году была образована Чугуевская придворная команда, исполнявшая обязанности царского конвоя.
29 декабря 1770 года полк переведен на положение регулярного и офицеры получили патенты на армейские чины.
В 1773 году полк был включен в состав Польского корпуса.
В 1774 году чугуевским казакам была определена военная форма — «иметь кафтаны, шаровары и верх шапок — красные, а кушаки — желтые.»
В 1788 году, когда по проекту всесильного царедворца Потёмкина составлялось Екатеринославское казачье войско, велено было Чугуевское войско упразднить и включить его полностью в состав новообразующегося Екатеринославского. При этом, из бывших чугуевских казаков были сформированы два полка — Чугуевский конвойный и Малороссийский и конная команда в 400 казаков.
В 1793 году был сформирован третий Чугуевский конный казачий полк, что крайне тяжело отразилось на экономическом благосостоянии казаков и привело многих из них к полному разорению, поэтому, уже в 1796 году новый третий полк пришлось упразднить и вернуться к старому штату. В этом же году из Донской и Чугуевской придворных команд был сформирован Лейб-гвардии Казачий полк.

### XIX век
В 1800 году в силу особых соображений было повелено из остальных двух Чугуевских полков сформировать Чугуевский регулярный казачий полк, состоявший из 10 эскадронов и 1 196 казаков. Чугуевские казаки в это время управлялись особой войсковой канцелярией, подчинявшейся в административном смысле Атаману Войска Донского — Платову.
В 1802 году население области Чугуевского войска состояло из 45 000 душ обоего пола и подчинялось в гражданском отношении губернским властям. Военной же частью заведовал командир полка и управлял казаками с помощью Чугуевской войсковой канцелярии, помещавшейся в городе Чугуеве. Казаки Чугуевского полка не пользовались льготой, как прочие казачьи войска и служили в полку бессменно до самой отставки, то есть, до старости, после чего увольнялись от службы в качестве инвалидов. Свободные в полку вакансии замещались рекрутами, бравшимися из казаков по выбору и указанию полкового начальства. Все казаки обязаны были служить за свой счёт, иметь своё вооружение и снаряжение, а также и одежду. Кроме того, выбор конского состава производился весьма строгий, почему чугуевские казаки обыкновенно выделялись прекрасными лошадьми в рядах кавалерии того времени. Чугуевские казаки были вооружены ружьями, пистолетами и пиками и имели форму одежды по малороссийскому образцу. Кроме формы одежды и порядка службы, никаких изменений в управлении и комплектовании полка не произошло и он просуществовал в таком виде ещё 9 лет.
В виде компенсации за несение воинской повинности, падавшей на все население, обязанное круговой порукой к исправному выходу на службу, чугуевские казаки освобождались от ряда земских сборов и пошлин. В 1803 году правительство запросило Чугуевскую войсковую канцелярию: не тяготятся ли казаки своим званием, и если тяготятся, то не хотят ли выбыть из казачьего сословия. В то же время было предоставлено право зачислиться в казачье звание живущим вокруг Чугуева мещанам и однодворцам. Мера эта была вызвана начавшимся в чугуевских казаках глухим брожением, вызванным нововведениями в службе и учреждением регулярства, поэтому многие казаки не пожелали оставаться в казачьем звании и частью перечислились в другие сословия, частью ушли в другие казачьи войска. Всего в Чугуевском войске осталось 25 000 казаков мужского пола и пожелавших причислиться к казачьему сословию иногородних, и калмыков 7 646 душ. Из них стал комплектоваться вновь образованный регулярный Чугуевский казачий полк, в составе 1 467 нижних чинов.
Чугуевский казачий полк принимал участие в битве под Обилешти.
В 1808 году Чугуевский казачий полк бал переформирован в Чугуевский уланский полк, причём казакам была выдана уланская форма. Военный министр Аракчеев уговорил Александра І устроить из солдатских полков по образцу казачьих войск военные поселения, где солдаты жили бы со своими семьями, числясь в то же время в полках и выходя в свободное время на ученье. Участвуя в Отечественной войне 1812 года, чугуевские казаки покрыли себя славой, заслужив почётное знамя, хранившееся в Чугуевском городском соборе.
В 1817 году последовало распоряжение о прекращении деятельности войсковой канцелярии и о переведении Чугуевского полка на положение военного поселения с упразднением казачьего звания у полковых и поселенных чинов. Вместе с этим, бывшим казакам была пожалована Высочайшая грамота, в которой указывалось на тягость казачьей службы и перечислялись основы поселения полков. В заключение высказывалось, что обращение Чугуевского полка в общий состав военных поселений делается в виде награды за прежние заслуги казаков. Имя чугуевских казаков сохранилось в наименовании Чугуевского уланского полка, присвоившего себе, кроме наименования, старшинство, заслуги и историю бывших чугуевских казаков.